# Wiederanlageprämisse
Die Wiederanlageprämisse besagt, dass gewisse Rückflüsse oder Überschüsse von Geldmengen wieder angelegt werden. Sie kommt in folgenden wirtschaftlichen Modellen vor:
- Interner Zinsfuß (sämtliche Kapitalrückflüsse werden zum internen Zinssatz wieder angelegt)
- Kapitalwert (zwischenzeitliche kumulierte Überschüsse werden sofort zum Kalkulationszinssatz angelegt)
- Standardanleihe (Vergleichbarmachung von Anleihen unterschiedlicher Restlaufzeit)

Die Wiederanlageprämisse wird in der Praxis überwiegend als unrealistisch eingeordnet, da sich die Zinsstrukturkurve über die Zeit stark verändern kann.